# Stefan Baumeier
Stefan Baumeier (* 31. Oktober 1940 in Münster; † 8. April 2016) war ein deutscher Volkskundler, Hausforscher, Museologe und Hochschullehrer. Von 1976 bis 2005 war er Direktor des LWL-Freilichtmuseums Detmold.

## Leben
Nach dem Abitur studierte Stefan Baumeier in Münster Deutsche und Vergleichende Volkskunde mit den Nebenfächern Kunstgeschichte, Archäologie und Historische Hilfswissenschaften. 1970 wurde er mit einer Arbeit über "Das Bürgerhaus in Warendorf" bei Bruno Schier promoviert. Anschließend war er als wissenschaftlicher Referent am Freilichtmuseum in Detmold (bis 2006 = Westfälisches Freilichtmuseum Detmold) tätig und folgte 1976 auf Josef Schepers als Museumsdirektor. Zwischen 1973 und 1979 war Baumeier Geschäftsführer des Arbeitskreises für Hausforschung. 1990 bis 1995 war er Mitglied im Vorstand des Verbandes Europäischer Freilichtmuseen. Seit 1984 kam er einem Lehrauftrag an der Westfälischen Wilhelms-Universität Münster nach, wo er 1998 zum Honorarprofessor ernannt wurde.
Als Museumsleiter verantwortete Stefan Baumeier den Wiederaufbau von über 50 historischen Bauten im Freilichtmuseum Detmold. Methodisch führte er neue wissenschaftliche Standards der Hausforschung im Freilichtmuseum Detmold ein, unter anderem das Verfahren der Dendrochronologie. Sein Interesse an der Grundlagenforschung im Bereich der Sach-, Haus- und Wohnkultur fand Niederschlag in zahlreichen eigenen Publikationen und in der Etablierung mehrerer Schriftenreihen. Konzeptionell erweiterte er die Darstellungsweise im Freilichtmuseum: Statt wie ursprünglich geplant historische Häuser ausschließlich in einem angenommenen bauzeitlichen Urzustand zu präsentieren, stellen seitdem Gruppen von historischen Gebäuden jeweils unterschiedliche historische Zeitschichten dar. Auf diese Weise können auch spätere Umbauten von Häusern gezeigt werden. 1987 schuf Baumeier eine neue Abteilung für Landschaftsökologie.

## Werke (Auswahl)

### Bücher (Auswahl)
- Das Bürgerhaus in Warendorf. Ein volkskundlicher Beitrag zur Geschichte des Profanbaus in Westfalen. (= Diss. Univ. Münster 1970), Münster 1974
- Das Westfälische Freilichtmuseum Detmold. Ein Bildband. Gummersbach 1981
- Westfälische Bauernhäuser. Vor Bagger und Raupe gerettet. Bielefeld 1983
- Konservierte Wirklichkeiten. Erhaltungs- und Aufbaustrategien in europäischen Freilichtmuseen. (Hrsg.), Detmold 1995
- Westfälisches Freilichtmuseum in Detmold. Geschichte – Konzepte – Entwicklungen. (Hrsg. mit Jan Carstensen), Detmold 1996
- Die vergessenen Nachbarn, Juden auf dem Lande im östlichen Westfalen. (Hrsg. mit Heinrich Stiewe), Bielefeld 2006
- Beschlagene Kisten. Die ältesten Truhen Westfalens. Essen 2012

### Aufsätze (Auswahl)
- Zur Dokumentation in Freilichtmuseen. In: Beiträge zur Hausforschung 1 (hrsg. v. Joachim Hähnel), Detmold 1975, S. 175–182
- Dokumentation und Forschung am Westfälischen Freilichtmuseum Detmold – Landesmuseum für Volkskunde. In: Rheinisch-westfälische Zeitschrift für Volkskunde 37 (1992), S. 21–33.

### Reihenherausgeberschaft
- Schriften des Westfälischen Freilichtmuseums Detmold. Ab 1979
- Einzelführer des Westfälischen Freilichtmuseums Detmold. Ab 1980
- Beiträge zur Volkskunde und Hausforschung. Ab 1985
- Westfälische Volkskunde in Bildern. Ab 1988